# Pan-Amerikaanse Spelen 1987
De tiende Pan-Amerikaanse Spelen werden gehouden in 1987 in Indianapolis, Verenigde Staten.
Oorspronkelijk waren de spelen toegewezen aan Santiago, Chili maar de stad trok zich terug in 1984. Hierna moest op zoek gegaan worden naar een vervanger en die werd gevonden in Quito, Ecuador. Eind 1984 trokken zij zich echter ook terug waarna er opnieuw een stad gevonden moest worden. Indianapolis was al van plan om een gooi te doen naar de Spelen van 1991 maar besloot dan toch maar om zich kandidaat te stellen in 1987, net als Havana, Cuba. Indianapolis won echter, tot woede van Fidel Castro. Op voorwaarde dat Cuba toch deel zou nemen in 1987, zouden de Spelen in 1991 dan aan Havana toegewezen worden. Vier van de 38 deelnemende landen namen voor de eerste maal deel aan de Pan Amerikaanse Spelen te weten Aruba, de Britse Maagdeneilanden, de Kaaiman Eilanden en Grenada.

## Medaillespiegel
| Medaillespiegel Pan-Amerikaanse Spelen 1987 | Medaillespiegel Pan-Amerikaanse Spelen 1987 | Medaillespiegel Pan-Amerikaanse Spelen 1987 | Medaillespiegel Pan-Amerikaanse Spelen 1987 | Medaillespiegel Pan-Amerikaanse Spelen 1987 | Medaillespiegel Pan-Amerikaanse Spelen 1987 |
| ------------------------------------------- | ------------------------------------------- | ------------------------------------------- | ------------------------------------------- | ------------------------------------------- | ------------------------------------------- |
| Plaats                                      | Land                                        | Goud                                        | Zilver                                      | Brons                                       | Totaal                                      |
| 1                                           | Verenigde Staten                            | 169                                         | 120                                         | 81                                          | 370                                         |
| 2                                           | Cuba                                        | 75                                          | 52                                          | 48                                          | 175                                         |
| 3                                           | Canada                                      | 30                                          | 56                                          | 75                                          | 161                                         |
| 4                                           | Brazilië                                    | 14                                          | 14                                          | 33                                          | 61                                          |
| 5                                           | Argentinië                                  | 12                                          | 14                                          | 22                                          | 48                                          |
| 6                                           | Mexico                                      | 9                                           | 11                                          | 18                                          | 38                                          |
| 7                                           | Venezuela                                   | 3                                           | 12                                          | 12                                          | 27                                          |
| 8                                           | Colombia                                    | 3                                           | 8                                           | 13                                          | 24                                          |
| 9                                           | Puerto Rico                                 | 3                                           | 6                                           | 20                                          | 29                                          |
| 10                                          | Costa Rica                                  | 3                                           | 4                                           | 6                                           | 13                                          |
| 11                                          | Jamaica                                     | 2                                           | 3                                           | 8                                           | 13                                          |
| 12                                          | Uruguay                                     | 2                                           | 2                                           | 2                                           | 6                                           |
| 13                                          | Chili                                       | 1                                           | 2                                           | 4                                           | 7                                           |
| 14                                          | Suriname                                    | 1                                           | 0                                           | 1                                           | 2                                           |
| 15                                          | Peru                                        | 0                                           | 4                                           | 3                                           | 7                                           |
| 16                                          | Dominicaanse Republiek                      | 0                                           | 3                                           | 9                                           | 12                                          |
| 17                                          | Panama                                      | 0                                           | 3                                           | 1                                           | 4                                           |
| 18                                          | Bahama's                                    | 0                                           | 2                                           | 3                                           | 5                                           |
| 19                                          | Ecuador                                     | 0                                           | 1                                           | 5                                           | 6                                           |
| 20                                          | Amerikaanse Maagdeneilanden                 | 0                                           | 1                                           | 1                                           | 2                                           |
| 20                                          | Trinidad en Tobago                          | 0                                           | 1                                           | 1                                           | 2                                           |
| 22                                          | Guatemala                                   | 0                                           | 0                                           | 2                                           | 2                                           |
| 23                                          | Nederlandse Antillen                        | 0                                           | 0                                           | 1                                           | 1                                           |
| 23                                          | Bermuda                                     | 0                                           | 0                                           | 1                                           | 1                                           |
| 23                                          | El Salvador                                 | 0                                           | 0                                           | 1                                           | 1                                           |
| 23                                          | Guyana                                      | 0                                           | 0                                           | 1                                           | 1                                           |
| 23                                          | Paraguay                                    | 0                                           | 0                                           | 1                                           | 1                                           |
| Totaal                                      | Totaal                                      | 327                                         | 319                                         | 373                                         | 1019                                        |

1951 ·
1955 ·
1959 ·
1963 ·
1967 ·
1971 ·
1975 ·
1979 ·
1983 ·
1987 ·
1991 ·
1995 ·
1999 ·
2003 ·
2007 ·
2011 ·
2015 ·
2019 ·
2023 ·
2027